# 菅沼定則
菅沼 定則（すがぬま さだのり、明応2年（1493年） − 天文16年2月14日（1547年3月15日））は、戦国時代の武将。菅沼定忠の3男。菅沼定広の弟。野田菅沼氏初代。幼名、竹千代。通称、新八郎。織部正。不春と号す。正室は奥平貞昌の養女。菅沼定村は長男。長女は隣郡・八名郡五本松の西郷正勝に嫁している。

## 生涯

### 宗家から巣立つ
家伝「菅沼家譜」に因れば、永正2年11月1日（1505年12月6日）、設楽郡の支配者であった富永氏から後嗣を望まれたという。総領家田峯菅沼氏を継ぐ長兄定広は論外、普通なら次兄へ話が持ちかけられるところだが、次兄は健康上に不安があったのだろう。のちに仏門に入っている人物であったという。そこで、3男の竹千代に御鉢が回ってきたのである。
ただ、富永の家中では反対派が頑なに拒んだ。理由は家格が下になるはずの菅沼側が、菅沼姓のまま入嗣する事を要求したという。田峯城を発した竹千代の一行ではあったものの、反対派によって富永居館への入館は絶望的。当面の間は、賛同派の邸内に新邸を構えて間借りする。その上、その邸内に専用の井戸まで新たに掘って、情勢好転の時節到来を期待した。ところが、説得工作は進展も無いまま越年。竹千代が富永居館へ入館できたのは2月11日（1506年3月15日）であった。
入館後、富永色を一掃する為か、居館は「野田城」（旧・野田城）と呼び改められた。

### 新八郎定則
永正5年（1508年）正月、居館・野田城から移転すべく新たな野田城の築城に取り掛かる。富永氏以前の、平安時代の千秋氏（せんしゅう氏）による支配の頃から平地に在った居館の場所は不変で、竹千代の入館後であっても防備が疎かな上に、豊川の氾濫による水害にたびたび見舞われていたのが理由にあるという。
この正月には元服を執り行い、竹千代は新八郎定則と改名した。永正13年（1516年）、今川氏の遠州征服に呼応して曳馬城攻略戦にも参戦、8月19日（1516年9月25日）には陥落させた。その功により遠州の河合（静岡県磐田郡佐久間町川合）、高辺（高部？こちらは位置不明）の2郷を今川氏親から給された。同年12月になって、8年の歳月をかけた野田の新城がようやく完成。翌年の正月4日（1517年2月4日）になって転居した。
享禄年間（1528年～1531年）には、松平清康の東三河平定戦の一環・宇利城攻略戦に従軍するため、今川氏から転属。ただし、清康の死後は今川氏に再属した。

### 晩年
天文10年（1541年）8月、医王寺の三世住持・泰年全継（たいねんぜんけい）より不春居士の号を受く。翌天文11年12月18日（1543年2月2日）には、住持の徳を慕ってか、田峯宗家の甥・大膳亮定継と医王寺へ梵鐘を寄進している。
天文13年（1544年）正月、嫡子・定村に家督を譲ると、大洞山泉龍院の門前に「不春禅学敲門道場」を建立しそこに住した。隠居した天文13年末から天文14年正月まで、連歌師の宗牧を歓待している。
天文15年（1546年）夏、病に臥せると泉龍院11世再々住職・光国舜玉（こうこくしゅんぎょく）に願いいれて翌春まで止錫した。
天文16年（1547年）2月14日、55歳で死去。逝去後は「永昌院殿不春玄休大居士」が呈せられ、泉龍院に葬られた。

## 作品
- 小説
  - 風は山河より（宮城谷昌光）